# Ben Foster (labdarúgó)
Benjamin Anthony "Ben" Foster (Leamington Spa, 1983. április 3. –) angol labdarúgó.

## Pályafutása

### Racing Club Warwick
Ben Foster 2000-ben, a Racing Club Warwick csapatában kezdte pályafutását. Egy évet töltött ott, majd a Stoke Cityhez igazolt.

### Stoke City
A Stoke Citynél töltött ideje alatt Foster kölcsönben volt a Tiverton Town, a Stafford Rangers, a Kiddersminster Harriers és a Wrexham csapataiban. 2003 júniusában megsérültek a térdszalagjai teniszezés közben, ezért hat hónapig nem játszhatott.

### Manchester United
Fosterre 2005-ben, a Wrexhamnél töltött kölcsönidőszaka alatt figyelt fel Sir Alex Ferguson, amikor kilátogatott fia, Darren LDV Vans Trophy-döntőjére. A Manchester United ekkor még mindig lázasan kereste Peter Schmeichel utódját, ezért Ferguson úgy döntött, leigazolja a fiatal kapust 1 millió fontért.
Miután Manchesterbe került, azonnal kölcsönadták őt a Watfordnak két szezon erejéig. A Lódarazsak menedzsere, Aidy Boothroyd egyszer azt mondta róla, hogy jobb, mint Edwin van der Sar. Ferguson úgy tervezi, hogy vele pótolja majd a hollandot, ha visszavonul és szerinte néhány év múlva az angol válogatott első számú kapusa is ő lesz.
2007-ben, miután visszatért az Old Traffordra, térdműtétem esett át, 2008. március 6-án térhetett vissza a pályára egy Middlesbrough elleni tartalékmeccsen. A Unitedben kilenc nappal később, a Derby County ellen mutatkozhatott be, mivel Van der Sar éppen sérült, Tomasz Kuszczak pedig eltiltott volt. Jól végezte a munkáját és a csapat nem is kapott gólt. Jó teljesítménye ellenére a következő meccsen nem ő, hanem a sérüléséből felépülő Tomasz Kuszczak kapott lehetőséget.
A Bajnokok Ligájában 2008. november 5-én, egy Celtic ellen meccsen debütált. A találkozó 1–1-gyel ért véget. A 2009-es Ligakupa-döntőn ő védte a United kapuját. 120 percen keresztül nem kapott gólt, a büntetőpárbajban pedig kivédte Jamie O’Hara tizenegyesét, ezzel óriási szerepet játszott csapata győzelmében. Sir Alex Ferguson szerint Foster lehet majd Edwin van der Sar méltó utódja.

## Válogatott
2006. május 26-án Foster is bekerült a 2006-os vb-re utazó angol keretbe, mivel Robert Green megsérült, amikor a "B" válogatott kapuját védte Fehéroroszország ellen. A világtornán nem léphetett pályára, de 2007. február 7-én Spanyolország ellen bemutatkozott a Háromoroszlánosoknál. Másodszor csereként, egy Szlovákia elleni barátságos meccsen léphetett pályára a nemzeti csapatban.

## YouTube csatorna
Fosternek van egy YouTube-csatornája "Ben Foster – The Cycling GK", magyarul "Ben Foster – A kerékpáros kapus" néven. A csatornán kerékpáros videókat és Watford meccsnapi vlogokat tesz közzé. Utóbbiban GoPro felvételek láthatóak a meccsekről, a kapuja mögül. 2021 decemberében a csatornának több mint 1 millió feliratkozója és több mint 60 millió megtekintése volt.